# Rhamphobrachium pyriforme
Rhamphobrachium pyriforme är en ringmaskart som beskrevs av Paxton 1986. Rhamphobrachium pyriforme ingår i släktet Rhamphobrachium och familjen Onuphidae. Inga underarter finns listade i Catalogue of Life.